# Humicola
Humicola Traaen – rodzaj grzybów z typu workowców (Ascomycota). Grzyby mikroskopijne.

## Charakterystyka
Należą tu gatunki zawierające zarówno formy płciowe (teleomorfy), jak i bezpłciowe (anamorfy). U anamorf brak konidioforów, a komórki konidiotwórcze zredukowane są do jednej komórki strzępkowej, interkalarne lub boczne, monoblastyczne. Konidia dwóch typów; typu aleurokonidium lub w łańcuszkach bazypetalnych. Aleurokonidia powstają bocznie, interkalarnie lub terminalnie, są jednokomórkowe, samotne lub rzadko po kilka zarodników, kuliste, prawie kuliste, spłaszczone, czasami jajowate, gruszkowate lub o nieregularnym kształcie, jasnooliwkowe, oliwkowe, brązowe lub ciemnobrązowe, gładkie, pory germinalne rzadkie. Fialidy boczne lub sporadycznie końcowe, bezbarwne. Konidia w łańcuszkach bazypetalnych bezbarwne, bez przegród, gładkie, odwrotnie jajowate, zwykle ze ściętą podstawą i zaokrąglonym wierzchołkiem. Teleomorfa rzadka, jeśli występuje to na powierzchni podłoża lub pokryta strzępkami powietrznymi, ma ostiole. Ściana owocników brązowa, o kątowej teksturze. Włoski na szczycie owocników szczecinkowate, wystające, faliste lub łukowate z zagiętymi wierzchołkami. Worki maczugowate, z ośmioma dwurzędowymi lub nieregularnie ułożonymi askosporami, zanikającymi zanim askospory dojrzeją. Askospory cytrynkowate do czworokątnych z wierzchołkową porą rostkową.
Niektóre gatunki to grzyby termofilne.

## Systematyka i nazewnictwo
Pozycja w klasyfikacji według Index Fungorum: Chaetomiaceae, Sordariales, Sordariomycetidae, Sordariomycetes, Pezizomycotina, Ascomycota, Fungi.
Takson utworzył w 1914 r. Alf. E. Traaen. Mykolodzy po dokonaniu wielogenowej analizy filogenetycznej rodziny Chaetomiaceae, połączonej z badaniami molekularnymi i morfologicznymi, stwierdzili, że jest ona wysoce polifiletyczna. Wiele jej gatunków zostało przeniesione do innych rodzajów, w tym do nowo utworzonych. Synonim rodzaju Humicola: Melanogone Wollenw. & H. Richt. 1934.
Gatunki występujące w Polsce:
- Humicola fuscoatra Traaen 1914
- Humicola homopilata (Omvik) X. Wei Wang & Houbraken 2018[5]
- Humicola lanuginosa (Tsikl.) Bunce 1961
- Humicola seminuda (L.M. Ames) X. Wei Wang & Houbraken 2018[5]
- Humicola sphaeralis (Chivers) X. Wei Wang & Houbraken 2018[5]
- Humicola nigrescens Omvik 1955

Nazwy naukowe według Index Fungorum. Wykaz gatunków według W. Mułenki i innych.